# Mazda CX-5
Le Mazda CX-5 est un SUV multisegment compact produit par le constructeur automobile japonais Mazda depuis 2012. Successeur du versatile Tribute et du CX-7 légèrement plus grand,, c'est le premier modèle de Mazda à comporter le langage de conception « Kodo » et le premier modèle à être entièrement développé avec une gamme de technologies sous la marque Skyactiv , y compris une plate-forme rigide et légère combinée à une série de moteurs et de transmissions pour réduire les émissions et la consommation de carburant.
Le CX-5 est le modèle le plus vendu au monde proposé par la marque chaque année depuis 2014, avec des ventes record en 2019 lorsque 444 262 unités ont été vendues dans le monde. En mars 2022, les ventes cumulées du CX-5 atteignaient environ 3,5 millions de véhicules.

## 1regénération (KE)(2012 - 2017)
En développement rapide de 2009 à 2011 sous Hideaki Tanaka et conçu sous Masashi Nakayama de 2009 à 2010, le CX-5 a été présenté pour la première fois au Salon automobile de Francfort en septembre 2011.
Le premier opus du CX-5 sorti en 2012 est le premier modèle de Mazda à intégrer l'ensemble des nouvelles technologies Skyactiv. Cette nouvelle technologie s'approprie des moteurs diesels et essences. Mazda propose en France des moteurs diesels 2.2 Skyactiv-D de 150 et 175 chevaux, et des moteurs essences 2.0 Skyactiv-G de 160 et 165 chevaux. Ces modèles s'optionnent de transmission manuelle ou automatique, à 2 ou 4 roues motrices (4x2 ou 4x4), excepté du 2.0 Skyactiv-G de 165ch disponible uniquement en transmission manuelle 4x2.
Lors de son lancement en 2012, elle a remporté le prix de la voiture de l'année au Japon.
3 niveaux de finitions sont disponibles pour ces différents moteurs.

### Galerie

Mazda CX-5 I phase 1
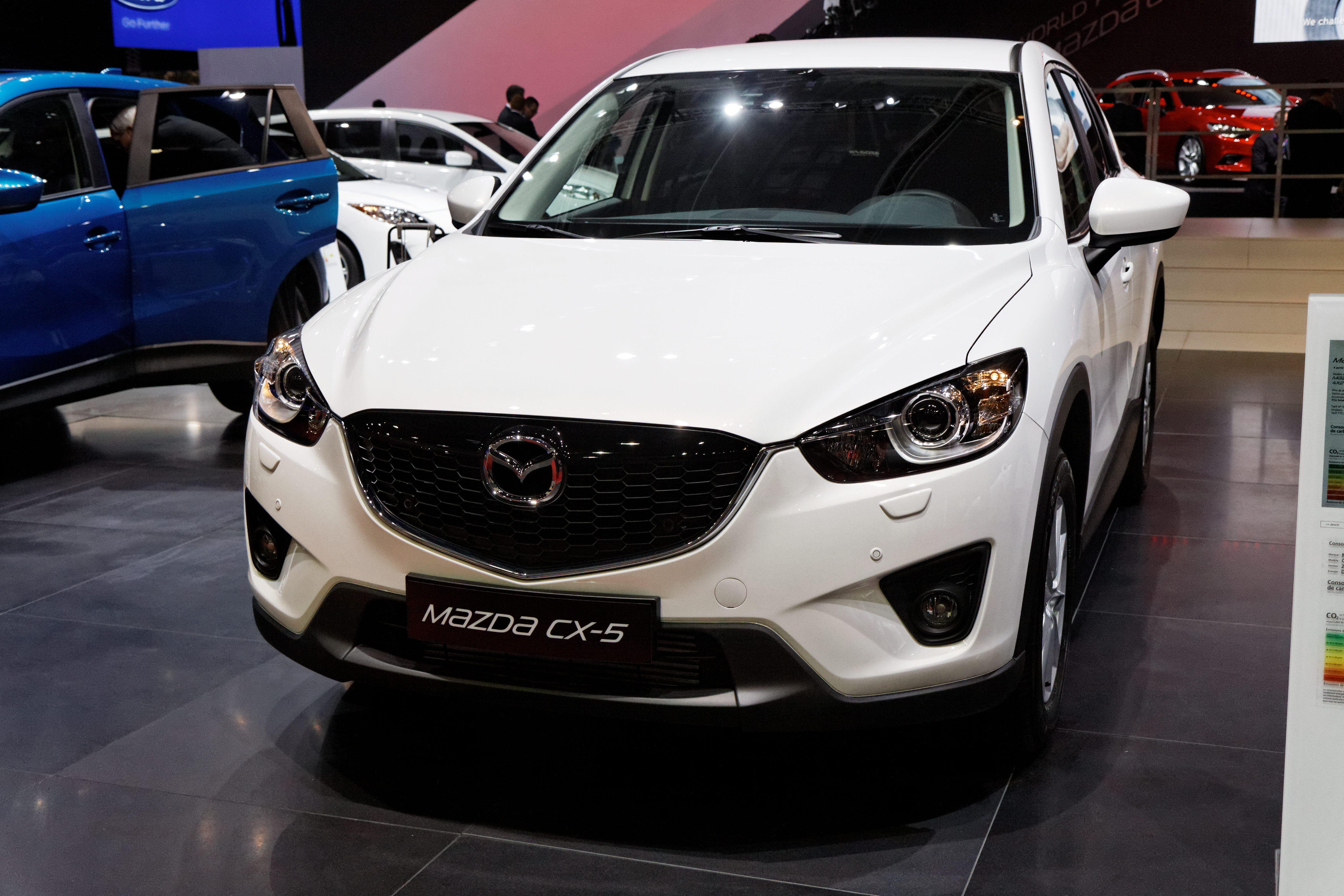
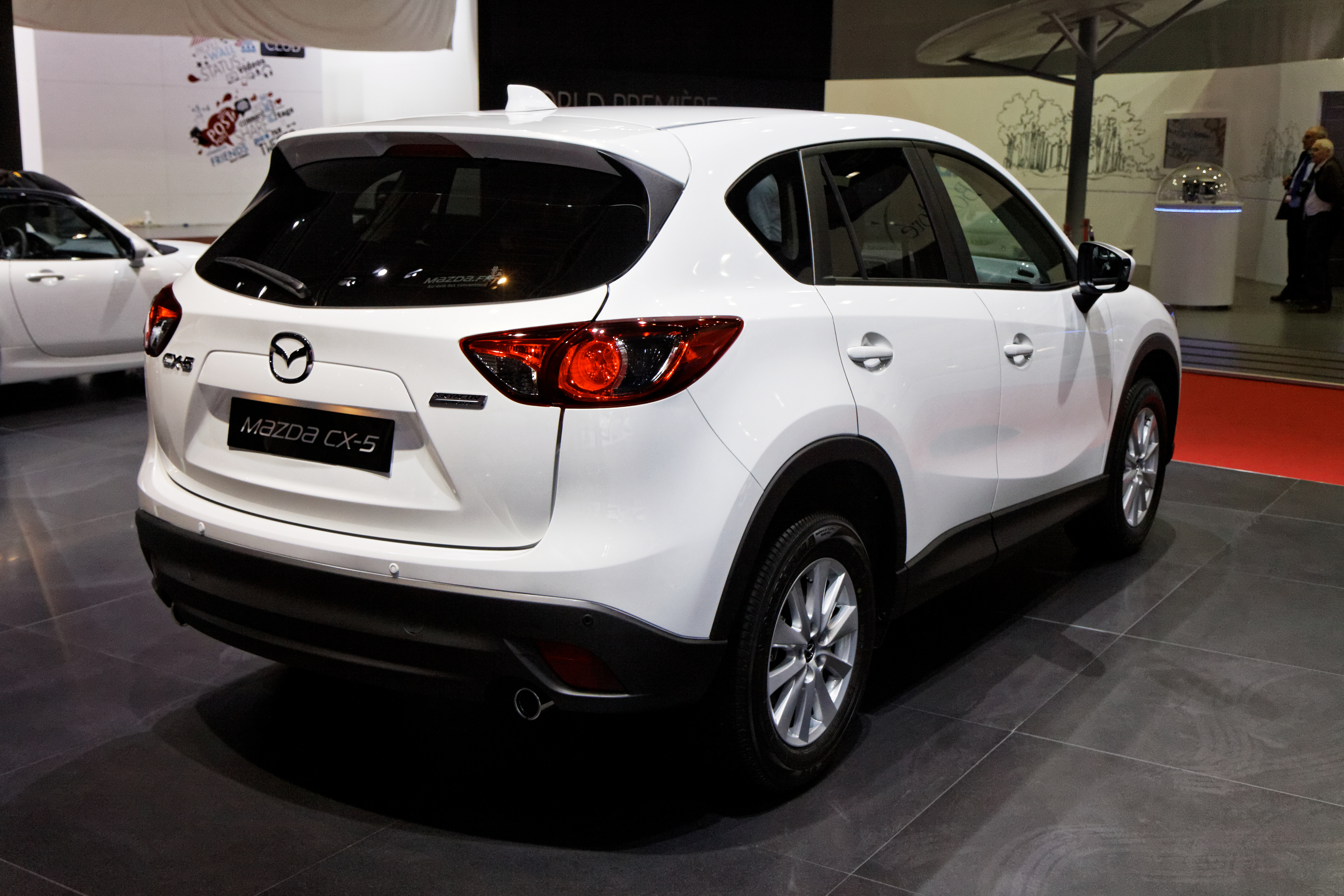

Mazda CX-5 I phase 2
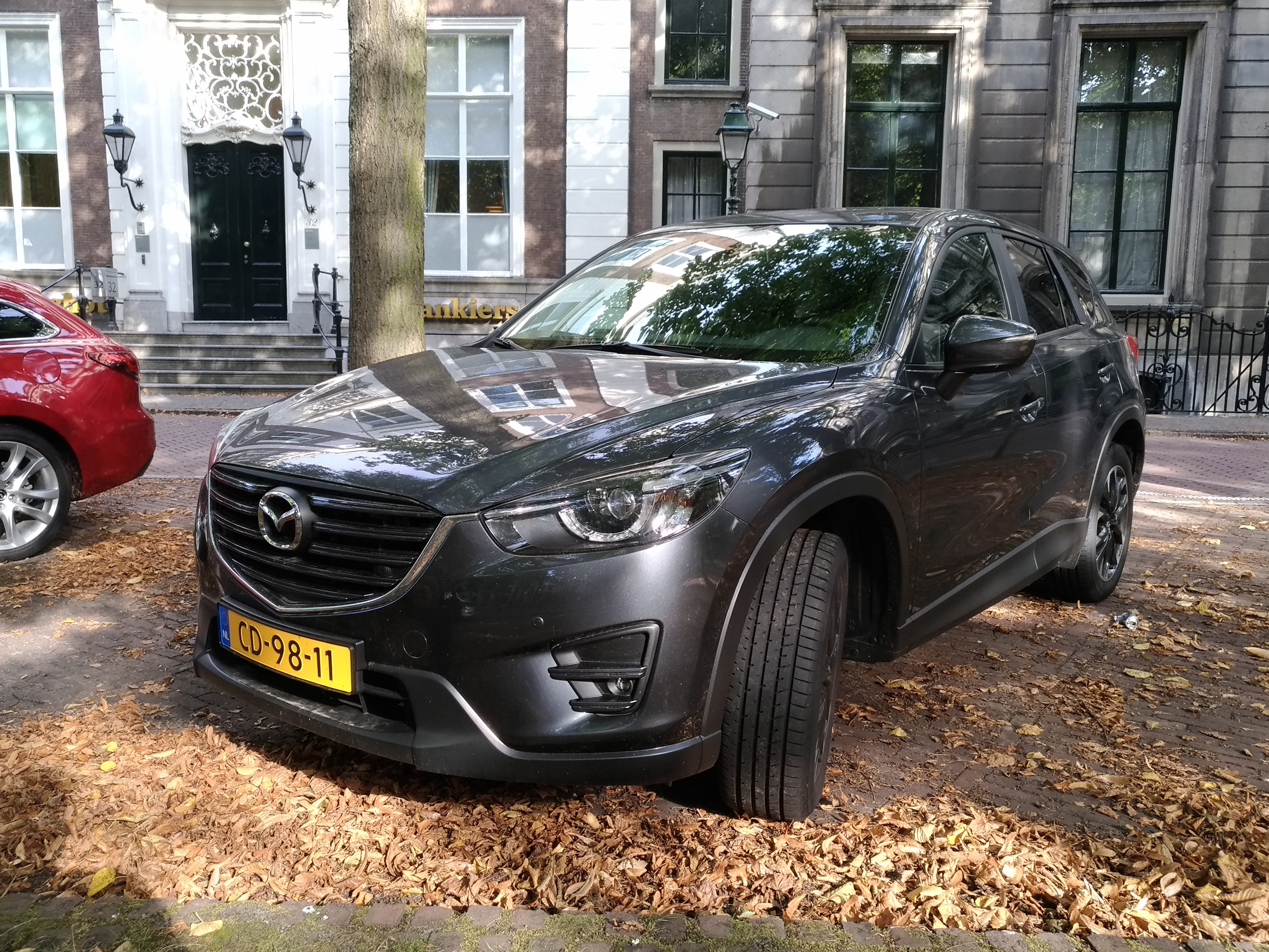
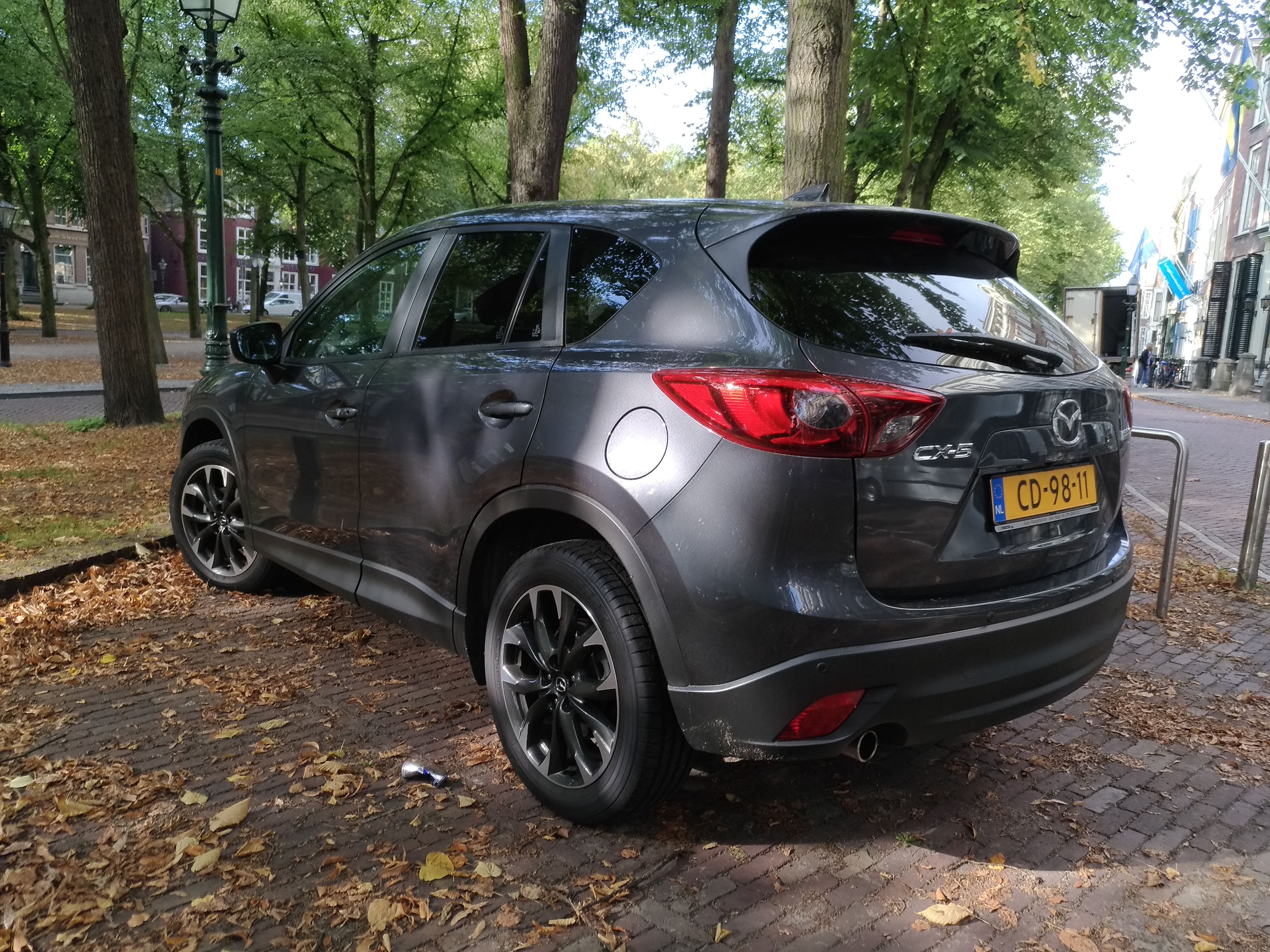

## 2egénération (KF)(2017 - 2025)
La seconde génération du Mazda CX-5 est dévoilée au salon de Los Angeles 2016 et commercialisée début 2017. Elle évolue un peu par rapport au précédent opus, les dimensions et la structure restant inchangées mais l'intérieur est revu. Mazda propose également la technologie SkyActiv, un bloc qui répond aux normes 6d-temp obligatoires à partir de 2021. Sur le modèle 2019, la marque japonaise introduit de nouvelles technologies à l'image d'Android Auto et Apple Play.

### Phase 2
En juin 2020, Mazda présente la version restylée du CX-5. Le design n'évolue pas, le seul changement concerne l'apparition d'un nouveau lettrage pour les divers sigles. Mais l'intérieur progresse avec un nouvel écran multimédia plus grand et de nouveaux sièges.

### Phase 3
Mazda présente un second restylage en septembre 2021 plus important que sur la seconde phase. Mazda annonce qu'il adopte la dernière évolution de la plate-forme Skyactiv. Les principales améliorations, outre les modifications esthétiques, sont la taille du coffre (qui augmente de 73 dm³), la suspension, ainsi que l'insonorisation. Une nouvelle finition Newground fait son apparition.

Mazda CX-5 II phase 1
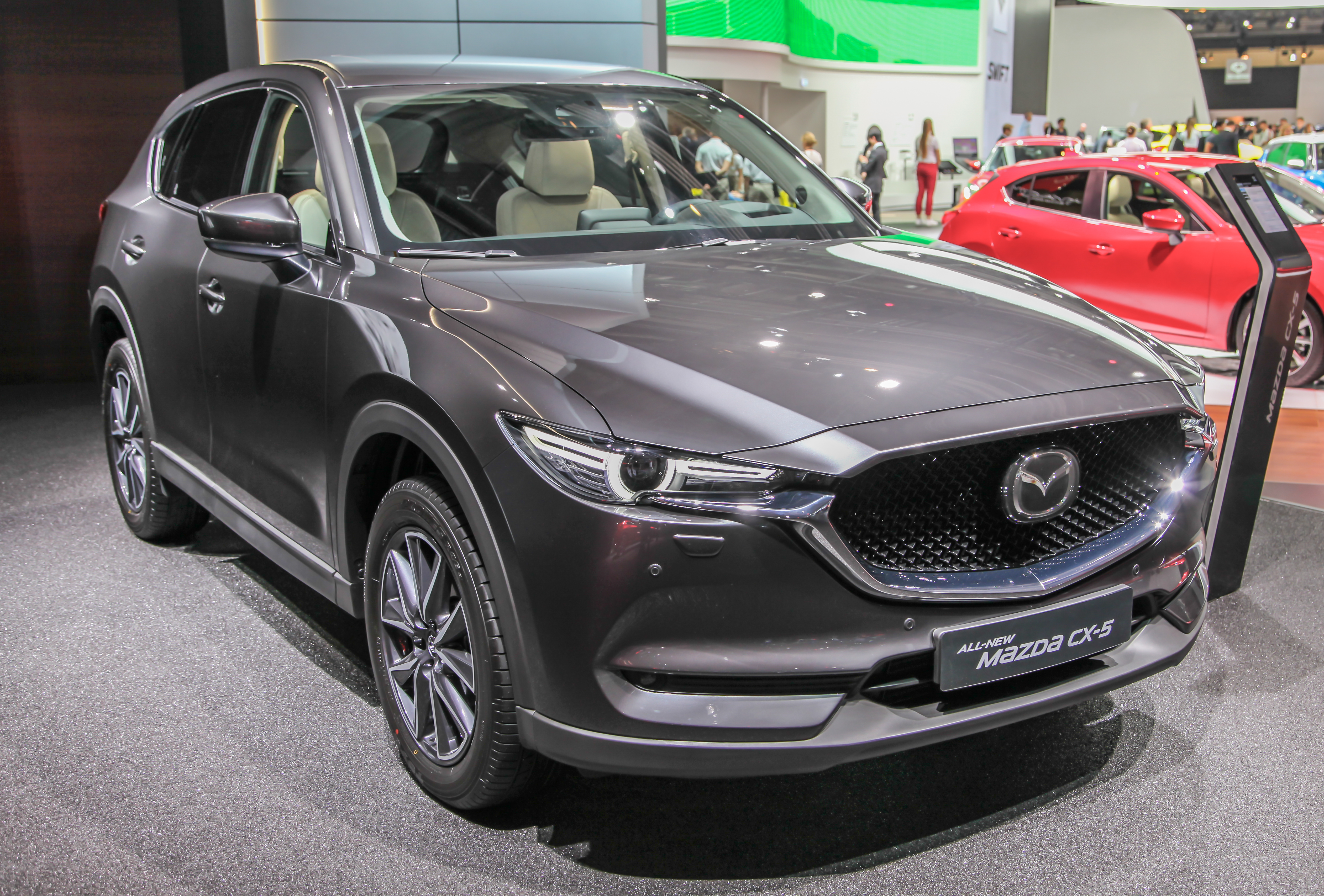
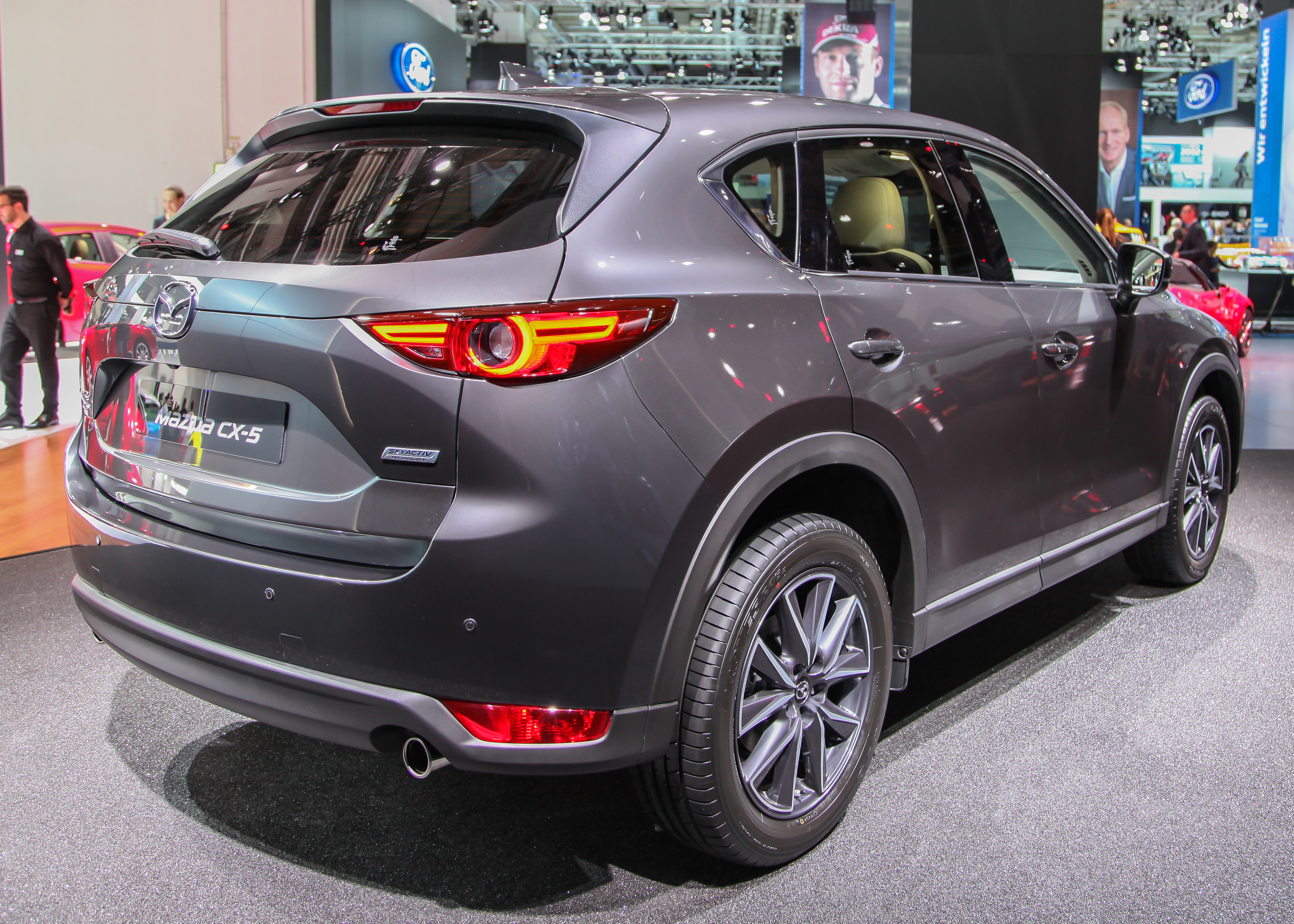

Mazda CX-5 II phase 3
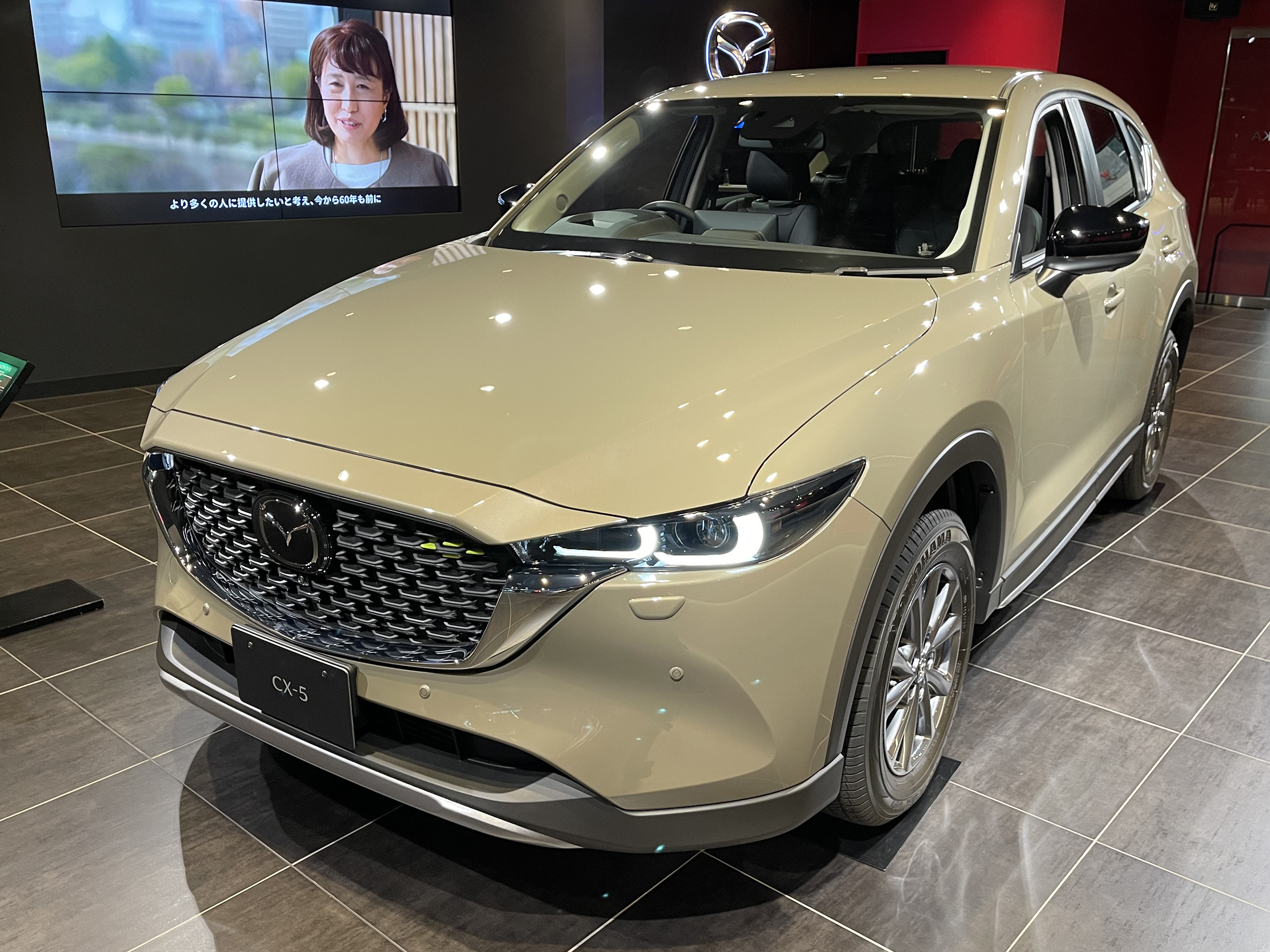
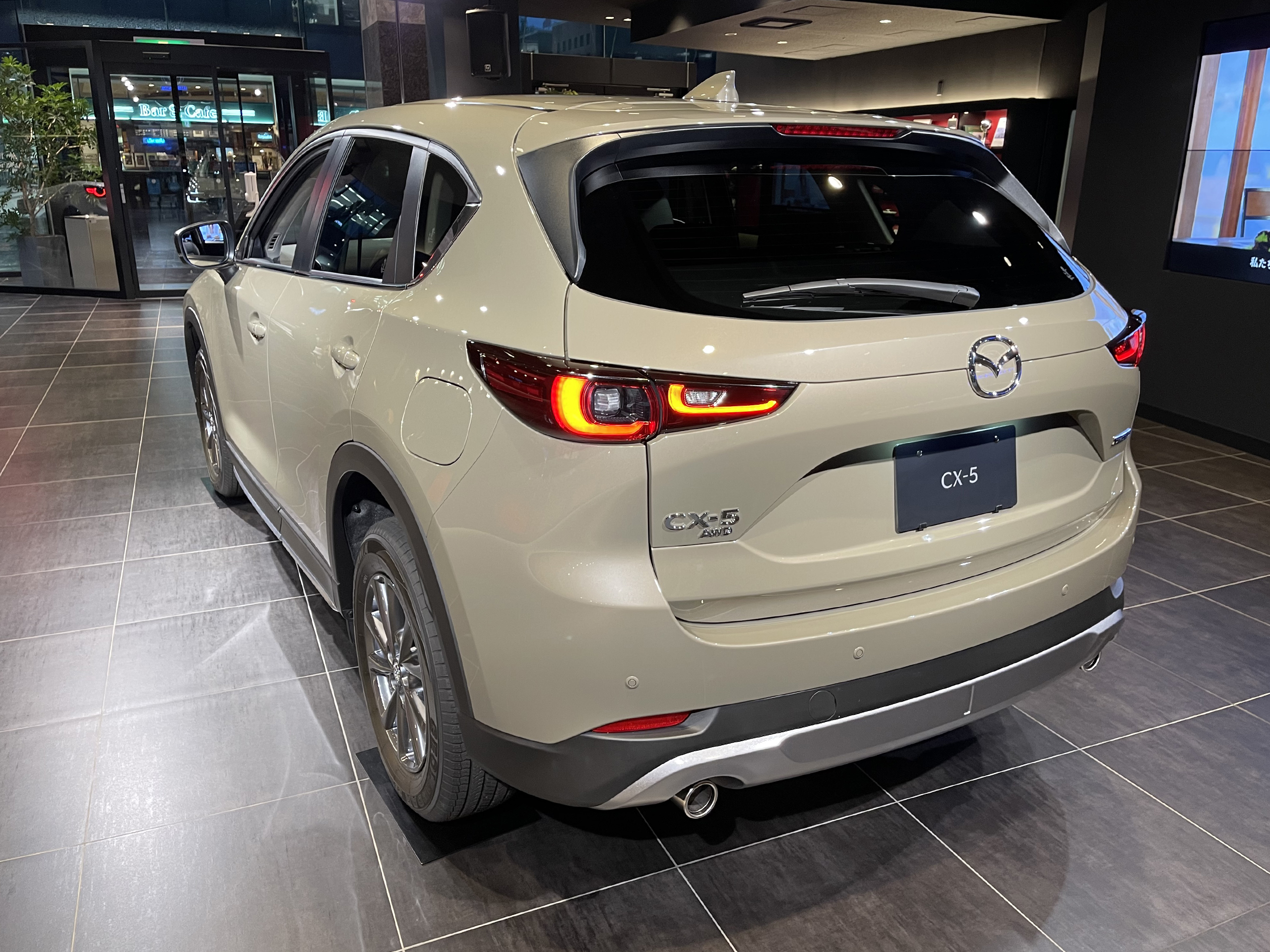

### Motorisations
Essence
| Logo de Mazda              | Mazda CX-5                 | Mazda CX-5                    | Mazda CX-5                 | Mazda CX-5                    | Mazda CX-5                    | Mazda CX-5                    | Mazda CX-5 |
| Logo de Mazda              | 2.0 SKYACTIV-G 165         | 2.0 SKYACTIV-G 165            | 2.0 SKYACTIV-G 165         | 2.0 SKYACTIV-G 165            | 2.5 SKYACTIV-G 194            | 2.5 SKYACTIV-G 194            |            |
| -------------------------- | -------------------------- | ----------------------------- | -------------------------- | ----------------------------- | ----------------------------- | ----------------------------- | ---------- |
| Moteur                     | 4 cylindres en ligne       | 4 cylindres en ligne          | 4 cylindres en ligne       | 4 cylindres en ligne          | 4 cylindres en ligne          | 4 cylindres en ligne          |            |
| Admission                  | Atmosphérique              | Atmosphérique                 | Atmosphérique              | Atmosphérique                 | Atmosphérique                 | Atmosphérique                 |            |
| Cylindrée (cm³)            | 1 998                      | 1 998                         | 1 998                      | 1 998                         | 2 488                         | 2 488                         |            |
| Puissance maximale ch (kW) | 165 (121)                  | 165 (121)                     | 165 (121)                  | 165 (121)                     | 194 (143)                     | 194 (143)                     |            |
| au régime de (tr/min)      | 6 000                      | 6 000                         | 6 000                      | 6 000                         | 6 000                         | 6 000                         |            |
| Couple maximal (N m)       | 213                        | 213                           | 213                        | 213                           | 258                           | 258                           |            |
| au régime de (tr/min)      | 4 000                      | 4 000                         | 4 000                      | 4 000                         | 4 000                         | 4 000                         |            |
| Boîte de vitesses          | Manuelle 6 rapports (BVM6) | Automatique 6 rapports (BVA6) | Manuelle 6 rapports (BVM6) | Automatique 6 rapports (BVA6) | Automatique 6 rapports (BVA6) | Automatique 6 rapports (BVA6) |            |
| Transmission               | Traction                   | Traction                      | Intégrale                  | Intégrale                     | Intégrale                     | Intégrale                     |            |
| Vitesse maximale (km/h)    | 201                        | 192                           | 198                        | 188                           | 195                           | 195                           |            |
| 0-100 km/h (s)             | 10,3                       | 9,8                           | 10,8                       | 10,3                          | 8,9                           | 9,2                           |            |
| Consommation (ℓ/100 km)    | 5,6/6,4/7,7                | 5,9/6,6/7,8                   | 6,2/7,2/8,8                | 6,1/7,0/8,4                   | 5,8/7,1/9,2                   | 6,3/7,2/8,8                   |            |
| Émissions de CO2 (g/km)    | 145                        | 150                           | 163                        | 159                           | 161                           | 164                           |            |
| Capacité du réservoir (ℓ)  | 56                         | 56                            | 58                         | 58                            | 56                            | 58                            |            |
| Masse à vide (kg)          | 1 466                      | 1 497                         | 1 535                      | 1 561                         | 1 534                         | 1 597                         |            |
| Norme environnementale     | Euro 6                     | Euro 6                        | Euro 6                     | Euro 6                        | Euro 6                        | Euro 6                        |            |

Diesel
| Logo de Mazda              | Mazda CX-5                 | Mazda CX-5                    | Mazda CX-5                 | Mazda CX-5                    | Mazda CX-5                 | Mazda CX-5                    | Mazda CX-5 |
| Logo de Mazda              | 2.2 SKYACTIV-D 150         | 2.2 SKYACTIV-D 150            | 2.2 SKYACTIV-D 150         | 2.2 SKYACTIV-D 150            | 2.2 SKYACTIV-D 184         | 2.2 SKYACTIV-D 184            |            |
| -------------------------- | -------------------------- | ----------------------------- | -------------------------- | ----------------------------- | -------------------------- | ----------------------------- | ---------- |
| Moteur                     | 4 cylindres en ligne       | 4 cylindres en ligne          | 4 cylindres en ligne       | 4 cylindres en ligne          | 4 cylindres en ligne       | 4 cylindres en ligne          |            |
| Admission                  | Turbocompressé             | Turbocompressé                | Turbocompressé             | Turbocompressé                | Turbocompressé             | Turbocompressé                |            |
| Cylindrée (cm³)            | 2 191                      | 2 191                         | 2 191                      | 2 191                         | 2 191                      | 2 191                         |            |
| Puissance maximale ch (kW) | 150 (110)                  | 150 (110)                     | 150 (110)                  | 150 (110)                     | 184 (135)                  | 184 (135)                     |            |
| au régime de (tr/min)      | 4 500                      | 4 500                         | 4 500                      | 4 500                         | 4 500                      | 4 500                         |            |
| Couple maximal (N m)       | 380                        | 380                           | 380                        | 380                           | 420                        | 420                           |            |
| au régime de (tr/min)      | 1 800 à 2 600              | 1 800 à 2 600                 | 1 800 à 2 600              | 1 800 à 2 600                 | 2 000                      | 2 000                         |            |
| Boîte de vitesses          | Manuelle 6 rapports (BVM6) | Automatique 6 rapports (BVA6) | Manuelle 6 rapports (BVM6) | Automatique 6 rapports (BVA6) | Manuelle 6 rapports (BVM6) | Automatique 6 rapports (BVA6) |            |
| Transmission               | Traction                   | Traction                      | Intégrale                  | Intégrale                     | Intégrale                  | Intégrale                     |            |
| Vitesse maximale (km/h)    | 204                        | 200                           | 199                        | 196                           | 208                        | 206                           |            |
| 0-100 km/h (s)             | 9,4                        | 10,1                          | 9,6                        | 10,3                          | 9,0                        | 9,5                           |            |
| Consommation (ℓ/100 km)    | 5,0/4,6/5,9                | 5,6/5,0/6,7                   | 5,4/4,9/6,3                | 5,8/5,3/6,7                   | 5,4/4,9/6,3                | 5,8/5,3/6,7                   |            |
| Émissions de CO2 (g/km)    | 132                        | 147                           | 142                        | 152                           | 142                        | 152                           |            |
| Capacité du réservoir (ℓ)  | 56                         | 56                            | 58                         | 58                            | 58                         | 58                            |            |
| Masse à vide (kg)          | 1 460                      | 1 480                         | 1 520                      | 1 530                         | 1 520                      | 1 535                         |            |
| Norme environnementale     | Euro 6                     | Euro 6                        | Euro 6                     | Euro 6                        | Euro 6                     | Euro 6                        |            |

### Finitions
- Elegance
- Dynamique
- Homura
- Sélection
- Takumi

#### Séries spéciales
- Urban Design
- Kuro Edition[17]
- 100e anniversaire[18]

## 3egénération (2025 -?)
La troisième génération du CX-5 a été présentée le 10 juillet 2025, pour un début de commercialisation prévu en 2026.
7Extérieurement, il est plus grand que la précédente génération et gagne 11 cm en longueur, 3 cm en hauteur et 1 cm en largeur. À l'intérieur, il est désormais équipé d'un grand écran tactile (de 12,9 ou 15,6 pouces suivant la finition) et perd la molette cliquable typique de la marque et les contrôles physiques de climatisation. Le combiné d'instrumentations devient totalement numérique avec un écran de 10,25 pouces.
Au niveau des motorisations, à son lancement il n'est disponible qu'avec le moteur 2,5 L SkyActiv-G M Hybrid 24 V de 141 ch.